# Peremisljani járás
A Peremisljani járás (ukránul: Перемишлянський район, magyar átírásban: Peremisljanszkij rajon) megszűnt közigazgatási egység Ukrajna Lvivi területén. Székhelye Peremisljani város volt. A járásban található Bibrka járási jelentőségű város. Becsült népessége a megszüntetésének évében, 2020. január 1-jén 37 740 fő volt.

## Fekvése és földrajza

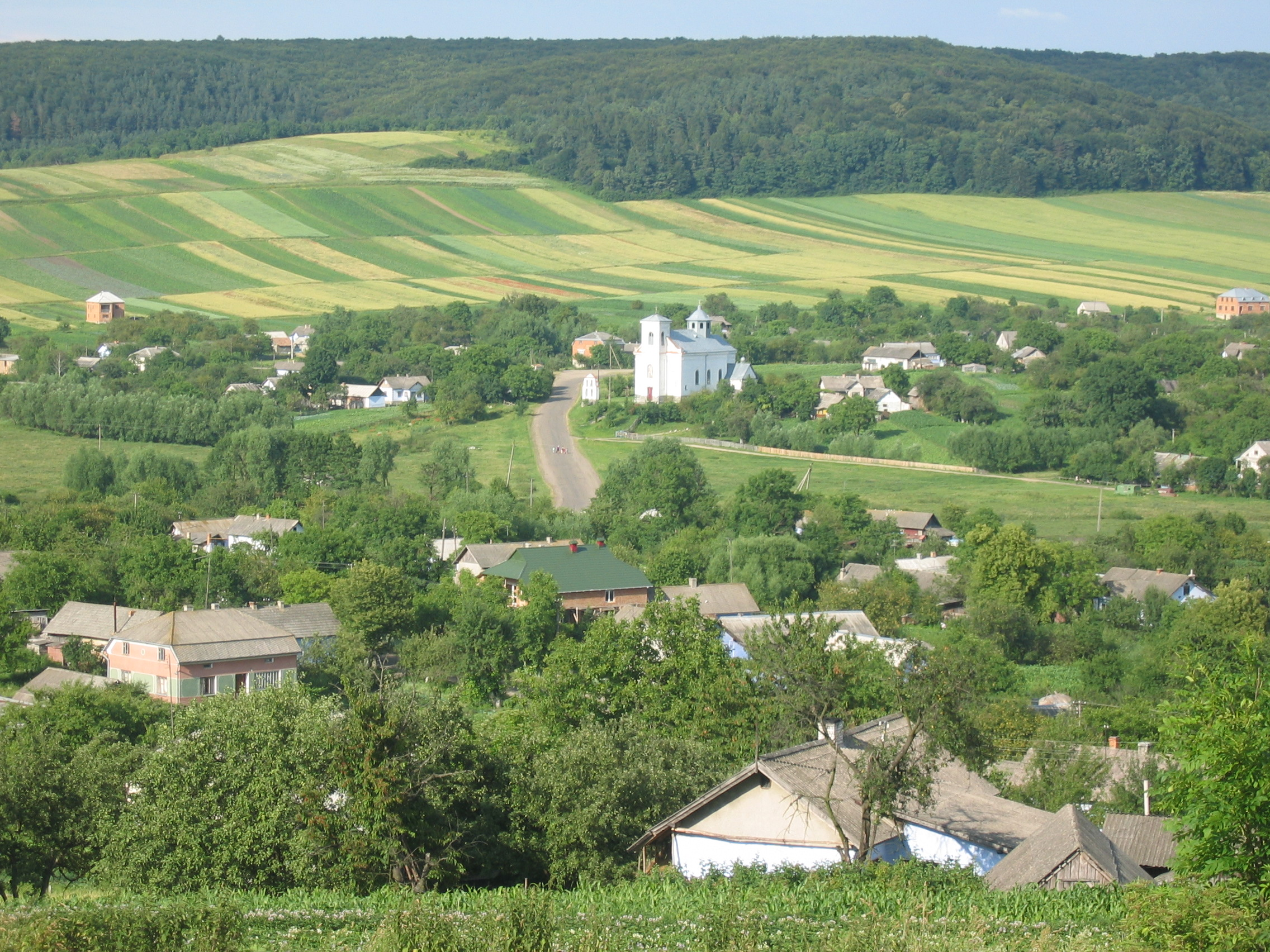
Jellegzetes podóliai táj a Peremisljani járásban

A Lviv terület délkeleti részén helyezkedik el. Északról a Zolocsivi járás, keletről a Ternopili terület, délről az Ivano-frankivszki terület, délnyugatról a Zsidacsivi járás, nyugatról a Mikolajivi járás határolja. Területe 918 km², a Lviv terület 4,2%-át foglalja el.
A Podóliai hátságon terül el, ebből adódóan a lankás dombok jellemzik a felszínét. A felszín tengerszint feletti magassága 400–500 m között váltakozik. A járás legmagasabb pontja a Kamula-hegy 471 m-es tengerszint feletti magassággal. Folyói a Szvir, a Hnila Lipa és a Zolota Lipa, melyek a Dnyeszter vízgyűjtő területéhez tartoznak.
Az átlaghőmérséklet januárban –4,2 – –4,8 °C között alakul, a júliusi középhőmérséklet 17,4–18,2 °C közötti.

## Története
A járást 1939 decemberében hozták létre, miután a Szovjetunió elfoglalta Lengyelországtól a területet és bevezették a szovjet közigazgatási rendszert. 1962-ben megszüntették és a teljes területét a Zolocsivi járáshoz csatolták. 1964. január 4-én kisebb területi módosításokkal újra visszaállították a Peremisljani járást. A 2020-as ukrajnai közigazgatási reform során a járást megszüntették, területét a Lvivi járáshoz csatolták. 

## Népessége
A járás lakossága a 2001-es népszámlálás idején 47,8 ezer fő volt. A lakosság túlnyomó többsége ukrán nemzetiségű. A 2001-es népszámláláskor a lakosság 0,2 % volt orosz és szintén 0,2%-ka volt lengyel nemzetiségű. 2016-ban becsült népessége 38 792 fő, 2020. január 1-jén 37 740 fő volt.

## Főbb látnivalók
- Unyivi kolostor

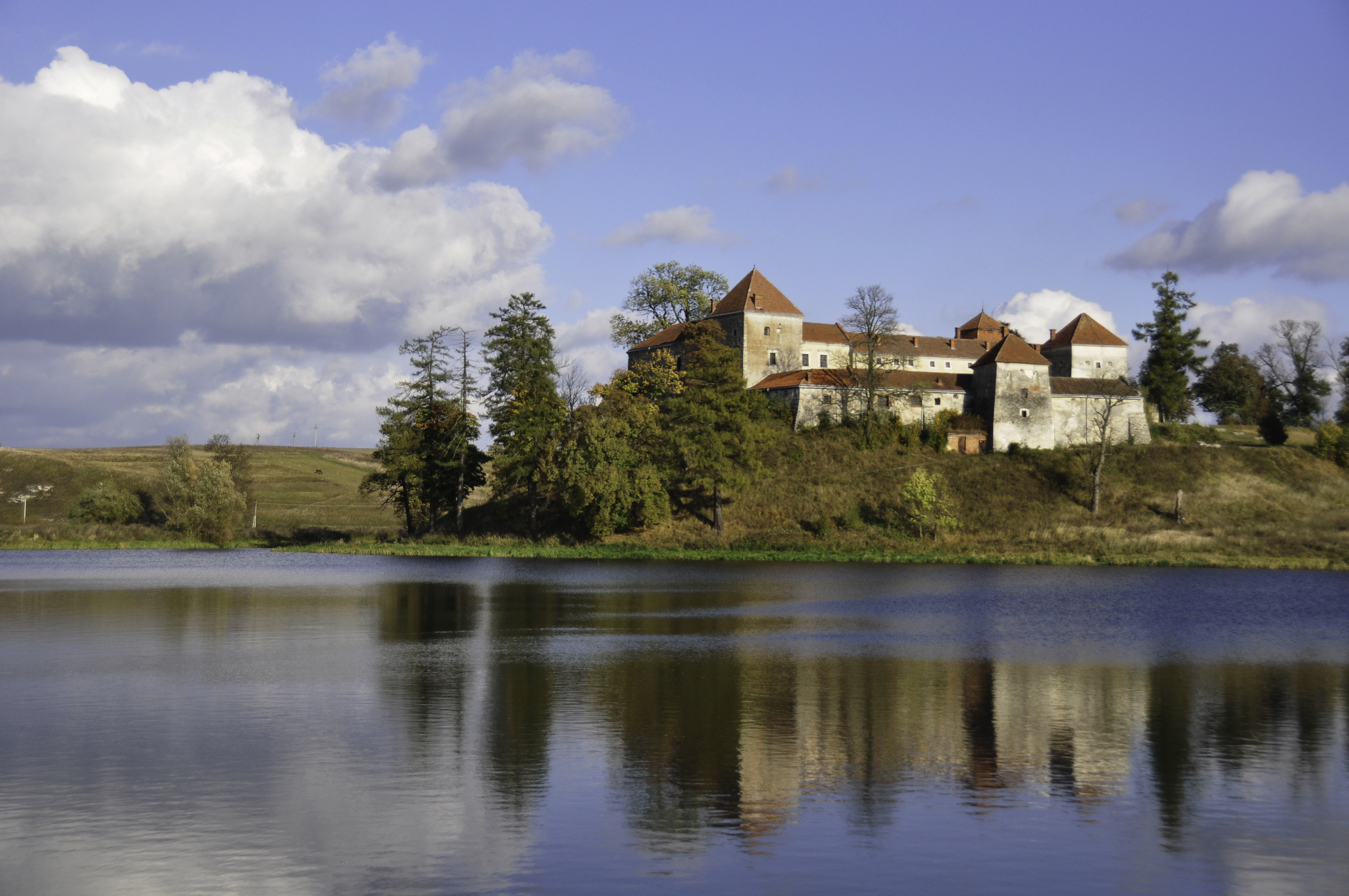
Szvirzs várkastélya

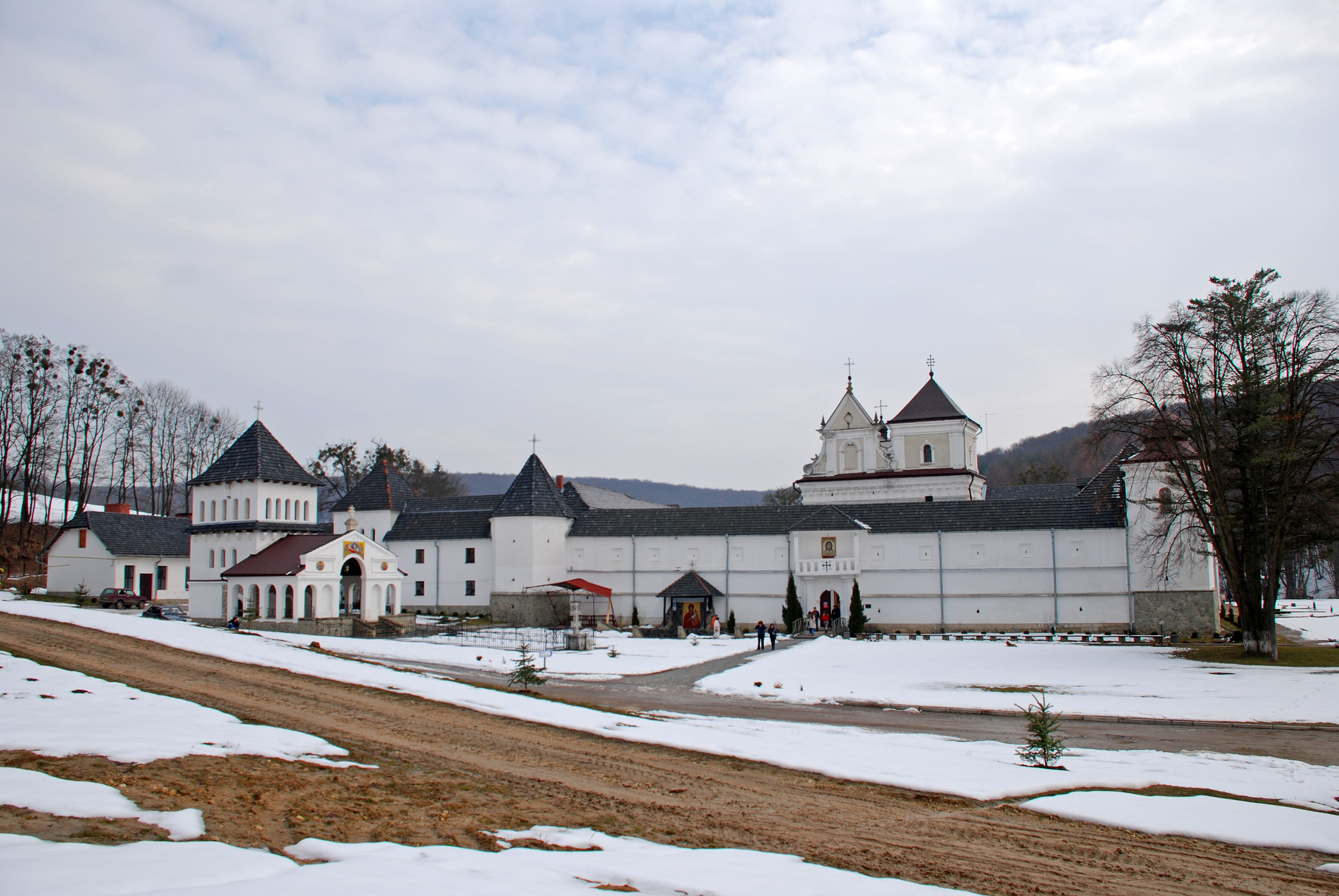
Unyiv erődített kolostora

- Szent Sztanyiszlav-templom Dunajivban
- Szvirzsi vár

## Települések
A járás területén 89 lakott település található, melyek 29 helyi tanácshoz tartoznak, közülük 27 községi tanács és 2 városi tanács. A járásban található két város Peremisljani és Bibrka, mindkettő járási jelentőségű város.

### Városok
- Peremisljani
- Bibrka

### Falvak
| - Bacsiv - Bile - Bilka - Blahodatyivka - Bolotnya - Borscsiv - Brikun - Brjuhovics - Csemerinci - Csupernosziv - Dobrjanicsi - Dunajiv - Duszanyiv - Hanacsivka - Hlibovicsi - Honcsariv - Hrabnik - Huralnya - Homina - Ivanyivka - Kaminna - Mimir - Kopany - Korelicsi - Koroszne - Kosztenyiv - Kuzubaticja - Kurnij - Kucserivka - Lahogyiv | - Ladanci - Lani - Lipivci - Lonyi - Lonyivka - Lopusna - Ljubeska - Malij Poljuhiv - Mali Lanki - Merescsiv - Mivszeva - Mosztiscse - Negyilszka - Novoszilki - Osztalovicsi - Pidviszoke - Pidhorodiscse - Pidmonasztir - Pidszmerki - Pidjarkiv - Plenikiv - Ploszka - Pnyatin - Podusziv - Poduszilna - Pribiny - Rivna - Rozszohi - Romanyiv - Ribcse | - Spilcsina - Szvirzs - Szeliszka - Szivorohi - Szirniki - Szmerekivka - Sztanimir - Sztoki - Sztrilki - Szuhogyil - Ternyivka - Tucsne - Unyiv - Utyihovicsi - Uskovicsi - Veliki Hlibovicsi - Vipiszki - Visnyivcsik - Vilhovec - Viljavcse - Vovkiv - Volove - Voloscsina - Zadubina - Zasztavki-Jablunyiv - Zatemne |